# Нэскэнпильгын
Нэскэнпи́льгын, или Нешканская лагуна, — лагуна на юго-западном берегу Чукотского моря. Административно относится к Чукотскому району Чукотского автономного округа России. На косе, отделяющей лагуну от моря, расположено чукотское село Нешкан.
Вход в лагуну расположен в 68 км к востоку от входа в Колючинскую губу. Открыта к северу, вдается в материк на 25 км. Ширина входа около 800 м.
На берегу бухты тундровая растительность. Представляет собой два крупных водоёма, разделённых небольшой (до 330 м) протокой в районе косы Песчаной. В южной части в залив впадает 3 крупных реки: Тэнынваам, Арэнайваам и Кынэтлювеем, которые образуют обширную заболоченную местность. В восточной части в залив впадает также река Тэткуульваам. На побережье находятся мысы Кытрын, Кынэтлюн, Изаякытрын, Энмычакытрыкы, Авылькыкытрын, Энмычакытрын, Куйвит. На выходе в море находится мыс Нешкан. Берег преимущественно низменный, местами обрывистый.
Акватория лагуны скована льдом большую часть года.

## Этимология
«Топонимический словарь северо-востока СССР» относит название Наска-Пильхин (Нескэнпильгын) к горловине лагуны и указывает на его смешанное эскимосско-чукотское происхождение: «нэскэн-» от эскимосского наскук — «голова», «-пильгын» от чукотского «горловина, устье».